# Мемориальные доски Вильнюса
Мемориа́льные доски Ви́льнюса — список (неполный) памятных досок в алфавитном порядке, установленных на зданиях в Вильнюсе для увековечения персоналий и событий.

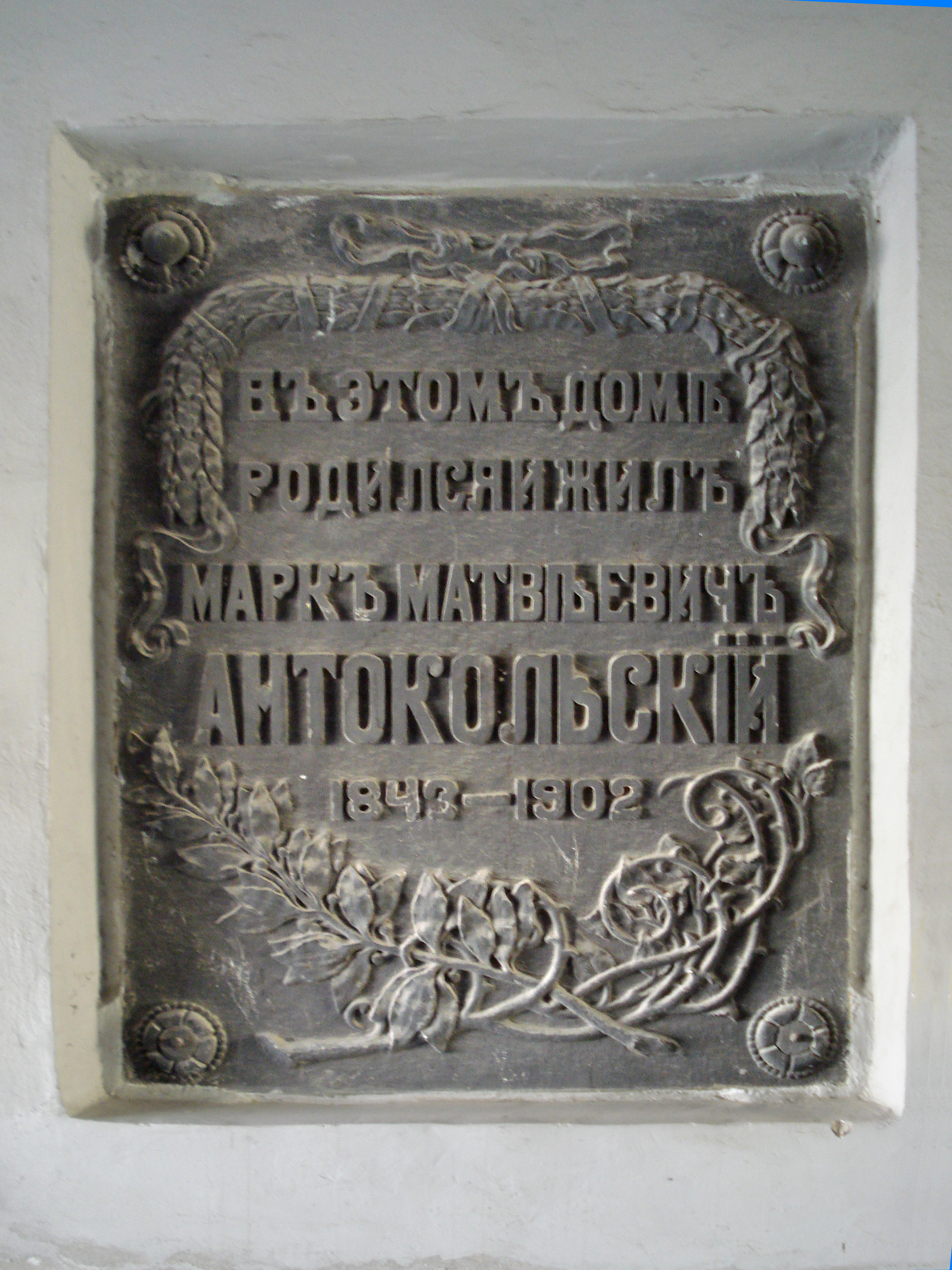
Мемориальная плита Марку Антокольскому

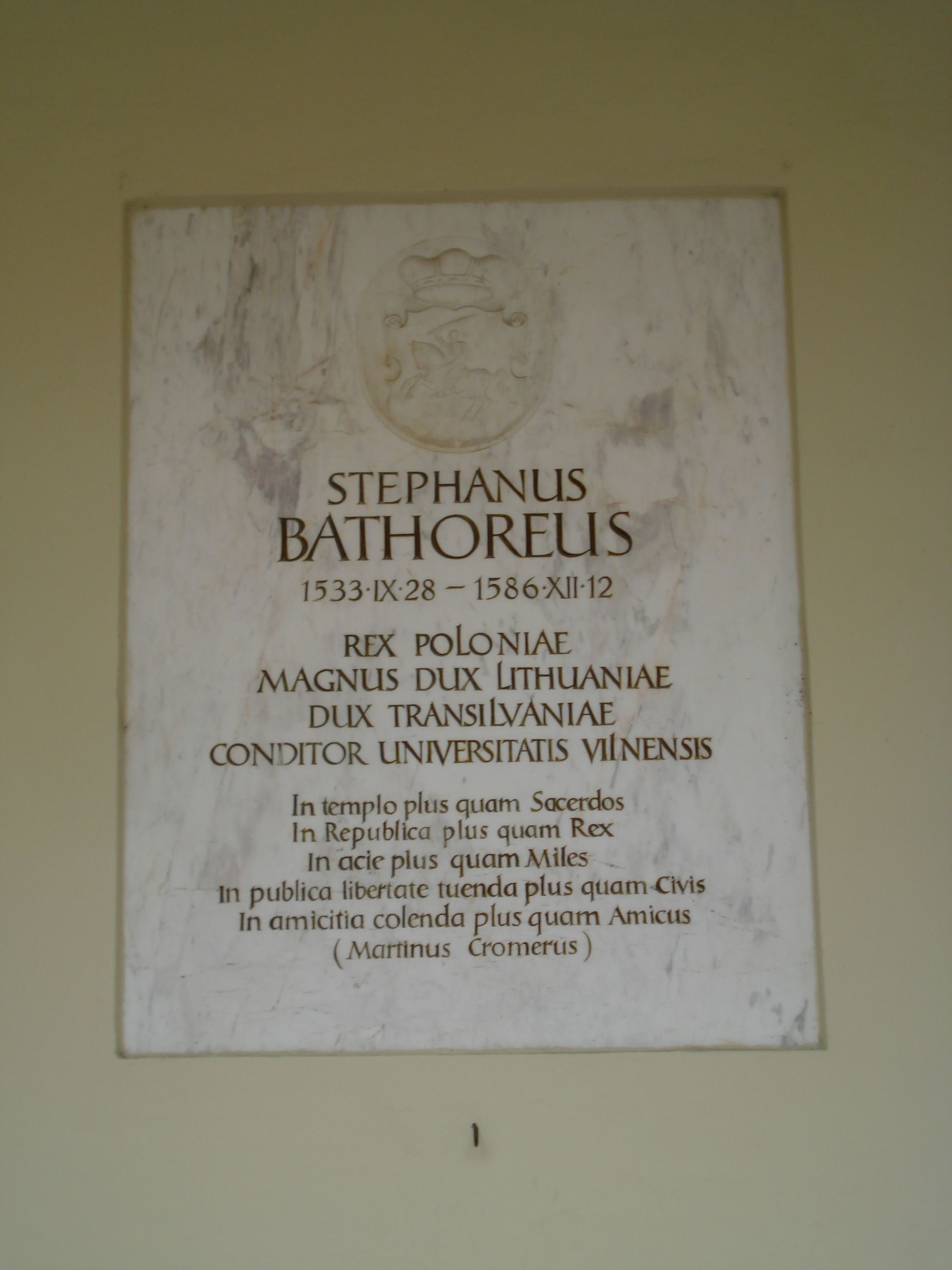
Мемориальная плита Стефану Баторию

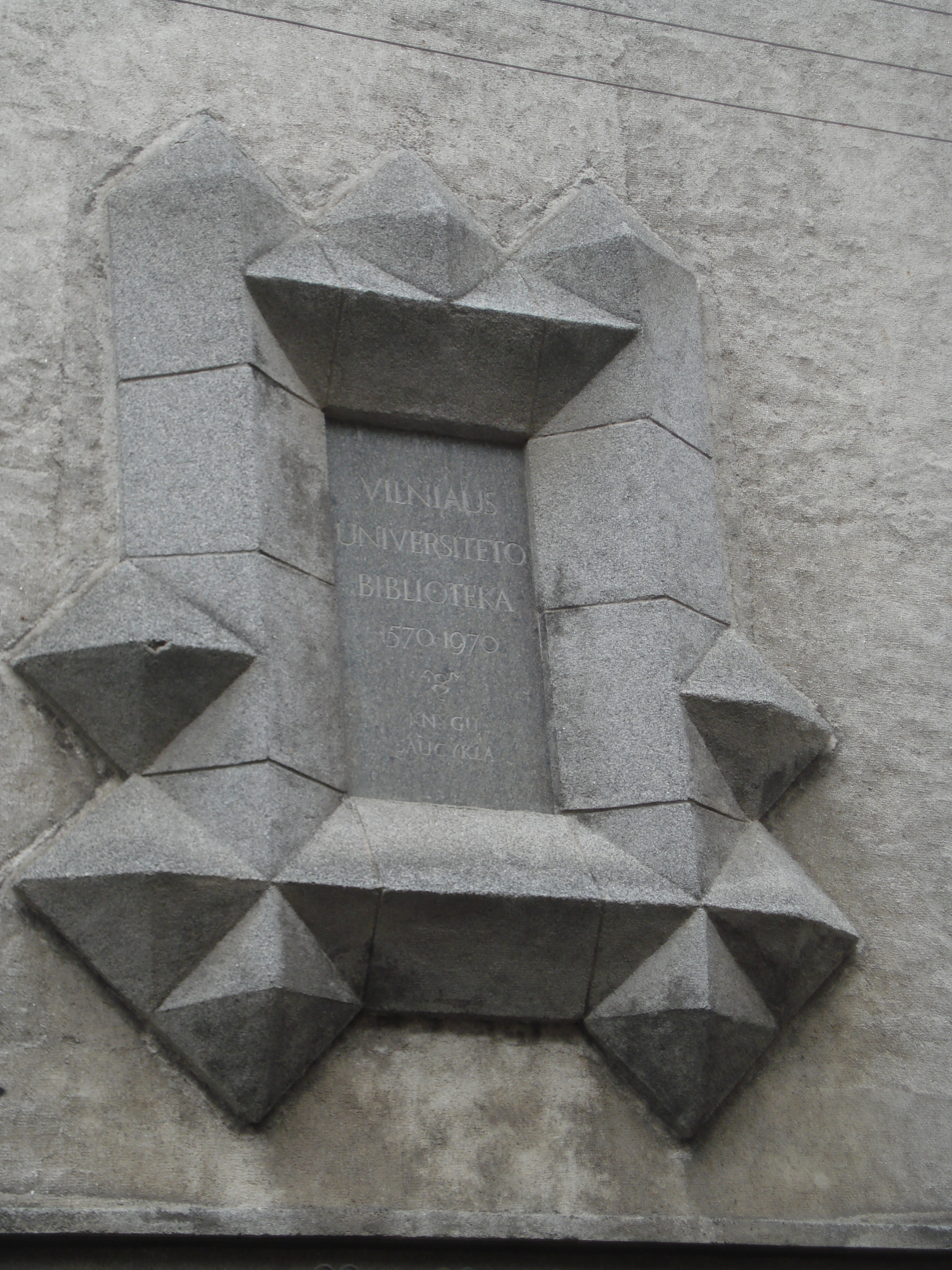
Мемориальная плита 400-летию библиотеки Вильнюсского университета

| # А Б В Г Д Е Ё Ж З И К Л М Н О П Р С Т У Ф Х Ц Ч Ш Щ Э Ю Я |

## А
- мемориальная доска с надписью на литовском языке на доме по улице Йогайлос (Jogailos g. 11), в котором в 1918—1931 годах жили и работали выдающиеся литовские общественные деятели Даниэлюс Альсейка и Вероника Альсейкене и родилась и жила до 1931 года их дочь, в будущем известный археолог Мария Альсейкайте-Гимбутене
- мемориальная доска с надписью на русском языке скульптору Марку Антокольскому в подворотне дома, в котором он, как гласит надпись, родился и жил, по улица Диджёйи (Большая, в советское время Горького, Didžioji g. 25; в действительности он родился в несохранившемся доме на улице Субачяус[1])

## Б
- мемориальная доска на доме по улице Вильняус (Виленской, в советское время Гирос, Vilniaus g. 25), в котором, как гласит надпись на литовском языке, 16 февраля 1927 года умер патриарх литовского национального возрождения доктор Йонас Басанавичюс
- мемориальная доска королю польскому и великому князю литовскому Стефану Баторию, основателю Виленской академии и Университет Общества Иисуса, в Большом дворе ансамбля Вильнюсского университета (1994) с надписью на латинском языке из польского хрониста XVI века Мартина Кромера
- мемориальная доска на доме по улице Донелайчё (Donelaičio g. 16), в котором в 1965—1983 годах жил участник революционного движения, заслуженный работник охраны природы Литовской ССР Викторас Бергас, с надписью на литовском и русском языках
- мемориальная доска в честь 400-летнего юбилея библиотеки Вильнюсского университета (художник Римтаутаса Гибавичюс) на улице Швянто Йоно (в советское время Б. Сруогос, Švento Jono g.; 1970)
- мемориальная доска профессору Миколасу Биржишке (Mykolas Biržiška; 1882—1962) в галерее Большого двора ансамбля Вильнюсского университета
- мемориальная доска в костёле Святого Казимира с надписью на литовском и польском языках, гласящая о том, что в этом костёле 1624—1630 и 1646—1652 годах «служил Богу и людям» святой Анджей Боболя
- мемориальная доска ботанику профессору Людвигу Боянусу (Ludvigas Bojanus; 1786—1827) в галерее Большого двора ансамбля Вильнюсского университета
- мемориальная доска поэту Иосифу Бродскому на доме по улице Лейиклос (Liejyklos g. 1), в котором в 1966—1971 годах останавливался поэт
- мемориальная доска языковеду профессору Казимерасу Буге (Kazimieras Būga; 1879—1924) в галерее Большого двора ансамбля Вильнюсского университета
- мемориальная доска фотографу Яну Булгаке на здании на площади В. Кудиркос (бывшая площадь Савивальдибес, в советское время площадь Черняховского, Vinco Kudirkos aikštė)

## В
- мемориальная доска на доме по улице Гоштауто (Goštauto g. 2/15), в котором в 1959—1982 годах жил пианист и композитор профессор Стасис Вайнюнас
- мемориальная доска на доме по улице Йоно Басанавичяус (Jono Basanavičiaus g. 16) еврейскому лингвисту и создателю ИВО (Идише висеншафтлехе организацие) Максу Вайнрайху
- мемориальная доска на доме по улице Каштону (Kaštonų g. 6), в котором в 1940—1959 годах жил драматург и поэт Пятрас Вайчюнас, с надписью на литовском и русском языках
- мемориальная доска на доме по улице Витауто (Vytauto g. 3), в котором в 1947—1954 годах жила поэтесса Валерия Вальсюнене, с надписью на литовском и русском языках; в августе 2021 года по решению самоуправления города Вильнюса доска была снята на основании установленных фактов сотрудничества Вальсюнене с советским Министерством государственной безопасности и её вины в репрессиях против участников участников антисоветского сопротивления.[2]
- мемориальная доска на доме по улице Пилимо (Pylimo g. 6), в котором в 1990—2001 годах жил монсеньор Казимирас Василяускас (1922—2001), как гласит надпись,

Политический заключённый

Первый настоятель возвращённого Кафедрального собора,

Заслуженный гражданин города Вильнюс.

Жил в этом доме в 1990—2001 годах.

Он был живой любовью

- мемориальная доска с текстом на литовском языке о Вильнюсской конференции 18—22 сентября 1917 года, избравшей Совет Литвы, на здании бывшего Театра на Погулянке (ныне Русский драматический театр Литвы) на улице Басанавичяус (Jono Basanavičiaus g. 13); открыта 17 сентября 2007 года при участии президента Валдаса Адамкуса[3]
- мемориальная доска в честь тех, кто, как гласит надпись на литовском и венгерском языках, продемонстрировал единство в стремлении к независимости Венгрии и Литвы, и в память Дня Всех Святых 1956 года, когда в Вильнюсе была открыто поддержана Венгерское восстание, на доме по улице Базилиону (Bazilionų), рядом с Острой брамой (2006)
- мемориальная доска на доме по улице Якшто (A. Jakšto g. 18/3), в котором в 1957 году жил, как гласит надпись, классик литовской литературы Антанас Венуолис-Жукаускас, с надписью на литовском и русском языках
- мемориальная доска на доме по улице Вильняус (Vilniaus g. 39), в котором 10 декабря 1904 года начала выходить первая литовская газета «Вильняус жиниос», с надписью на литовском языке
- памятная доска на доме по улице Якшто (A. Jakšto g. 9), в котором в межвоенный период действовала литовская гимназия имени Витовта Великого
- мемориальная доска выдающемуся талмудисту и богослову Виленскому гаону с надписью на еврейском и литовском языках на здании по улице Жиду (Žydų g.) на месте дома, в котором Гаон жил в 1720—1797 годах (1999)
- мемориальная доска историку Альберту Виюк-Кояловичу (Albertas Vijūkas-Kojelavičius;1609—1677) в галерее Большого двора ансамбля Вильнюсского университета
- мемориальная доска на доме, в котором жил писатель Константин Воробьёв
- мемориальная доска с надписью на латыни профессору, второму ректору виленской иезуитской коллегии (1578—1579) Якубу Вуеку на фасаде костёла Святых Иоаннов

## Г

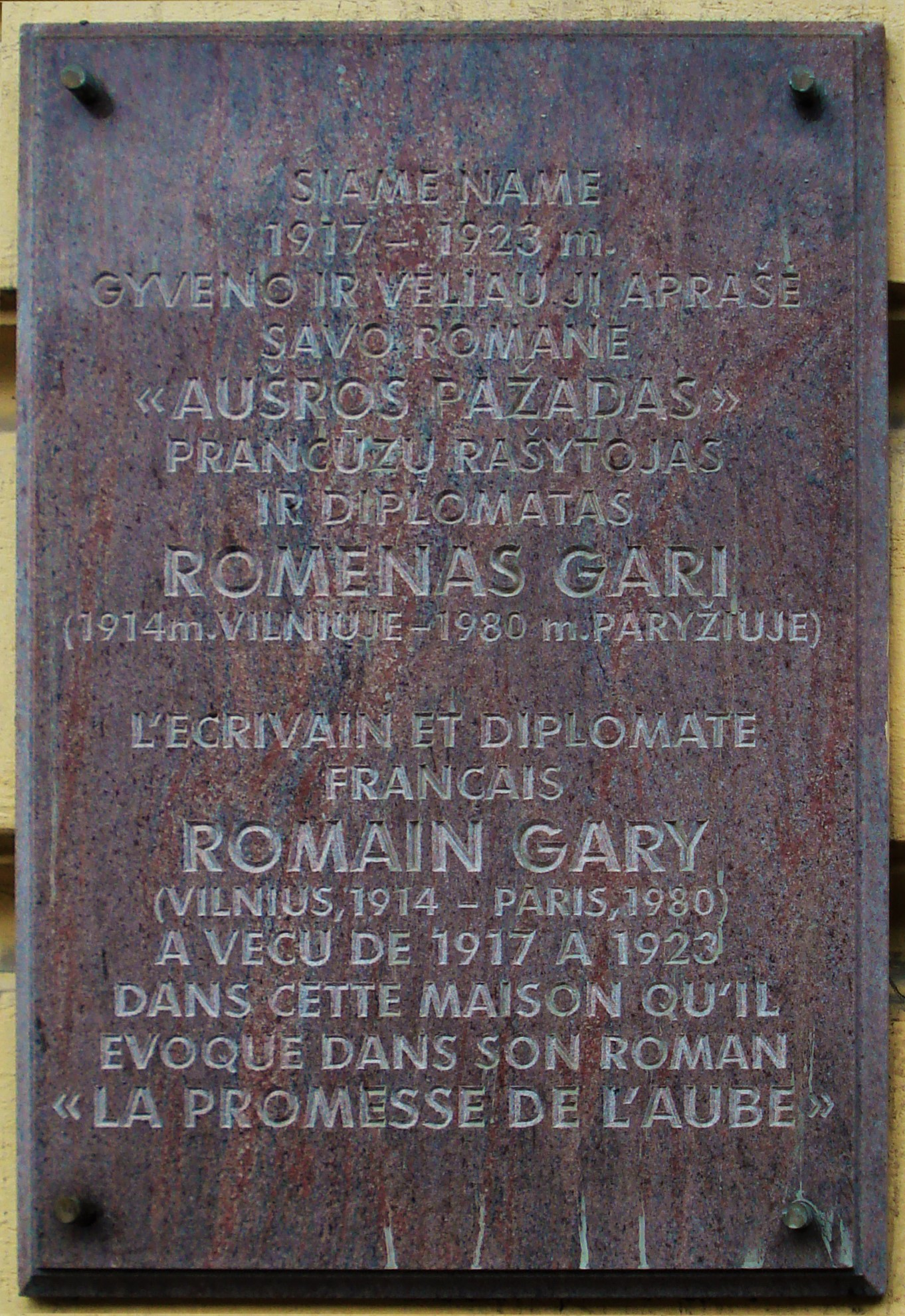
Мемориальная плита Ромену Гари

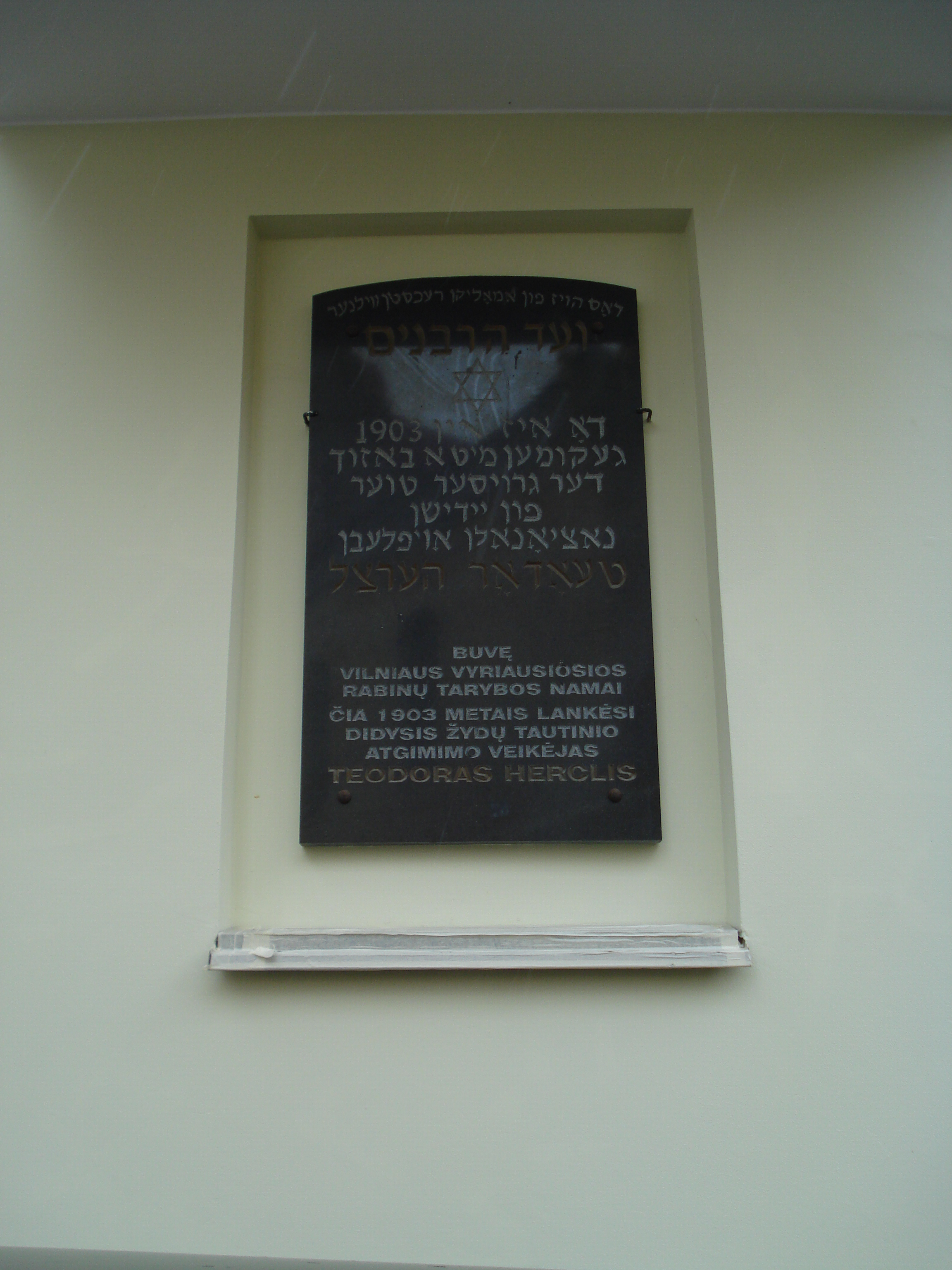
Мемориальная плита Теодору Герцлю

- мемориальная доска на доме по улице Пилимо (Pylimo g. 20), в котором в 1918—1959 годах жил композитор Константинас Галкаускас, с надписью на литовском и русском языках
- мемориальная доска писателю Ромену Гари с надписью на литовском и французском языках на доме по улице Басанавичяус (Большая Погулянка; Jono Basanaviciaus g. 18), где будущий писатель жил в 1917—1923 годах (1999)
- мемориальная доска с надписью на еврейском и литовском языках на угловом доме по улицам Шв. Игното (Šv. Ignoto g.) и Бенедектиню (Benediktinių g.), в котором высшее собрание раввинов и который в 1903 году посещал основоположник идеологии сионизма Теодор Герцль
- мемориальная доска народному поэту Литвы Людасу Гире на доме по улице по улице Вильняус (Виленской, в советское время Гирос, Vilniaus g. 27), в котором он родился, с надписью на литовском языке:

Šiuose namuose

1884 m. rugpjūčio 27 d.

gimė

Lietuvos liaudies poetas

Liudas Gira

- мемориальная доска на доме по улице Венуолё (A. Vienuolio g. 14), в котором в 1959—1965 годах жил композитор Беньяминас Горбульскис
- мемориальная доска на доме по улице Венуолё (A. Vienuolio g. 14), в котором в 1959—1990 годах жил и творил балетмейстер и режиссёр Витаутас Гривицкас[лит.]
- мемориальная доска на доме по улице Венуолё (A. Vienuolio g. 14), в котором в 1972—1989 годах жила народная артистка Беатриче Гринцевичюте[лит.]
- мемориальная доска на доме по улице Каштону (Kaštonų g. 1), в котором в 1940—1959 годах (по другим сведениям, в 1952—1972 годах [4]) жил писатель и журналист Аугустинас Грицюс-Пивоша
- мемориальная доска на доме по улице Венуолё (A. Vienuolio g. 14), в котором в 1959—1989 годах жил известный оперный солист тенор Казис Гутаускас[лит.]

## Д
- доска основоположнику литовской национальной историографии Симонасу Даукантасу (Simonas Daukantas; 1793—1864) в галерее Большого двора ансамбля Вильнюсского университета
- доска в память минералога, прославившегося в Чили, где он занимал должность ректора университета в Сантьяго-де-Чили, Игнацы Домейко (Ignotas Domeika; 1802—1889) в галерее Большого двора ансамбля Вильнюсского университета
- мемориальная доска геологу, минералогу, географу Игнацию Домейко в воротах базилианского монастыря Святой Троицы (ул. Аушрос Варту 7), где Домейко пребывал в заключении во время следствия по делу филоматов в 1823—1824 годах (скульптор Валдас Бубялявичюс, архитектор Йонас Анушкявичюс; 2002)
- мемориальная доска о пребывании писателя Ф. М. Достоевского с надписью на литовском и русском языках на доме по улице Диджёйи (Большая, в советское время Горького, Didžioji g. 20), где находилась гостиница, в которой в апреле 1867 года проездом в Германию останавливался Достоевский с А. Г. Достоевской (скульптор Ромуалдас Квинтас; 2006)[5]

## З
- мемориальная доска с надписью на литовском и польском языках в память издателя Юзефа Завадского (1781—1838) и выхода в свет в 1822 году первого сборника поэзии Адама Мицкевича „Ballady i romanse“ («Баллады и романсы») на улице Шв. Йоно (Šv. Jono g.; 1999)

## И
- доска в память орнитолога профессора Тадаса Иванаускаса (Tadas Ivanauskas; 1882—1970) в галерее Большого двора ансамбля Вильнюсского университета

## Й

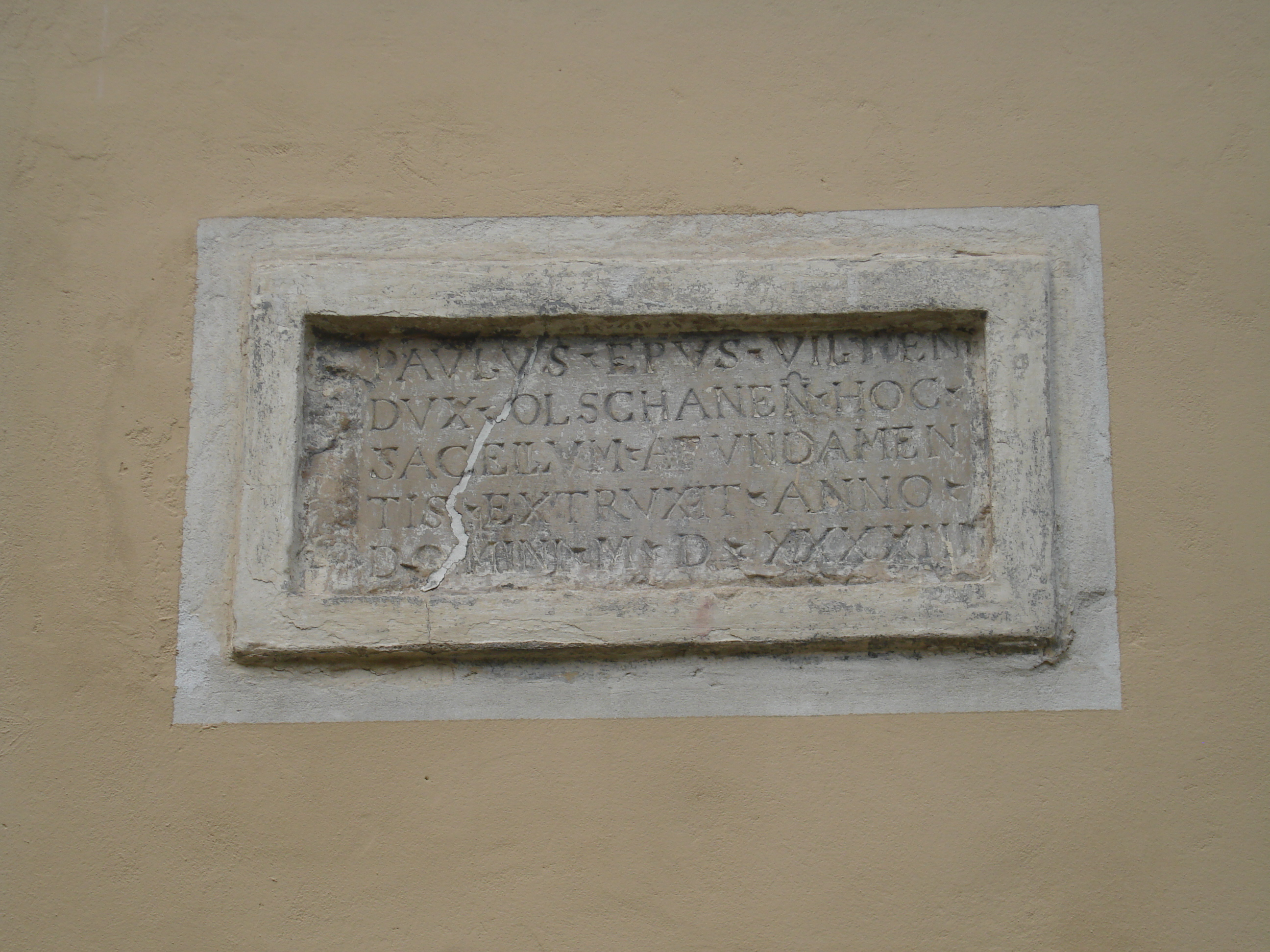
Мемориальная плита в память возведения часовни Павлом Ольшанским

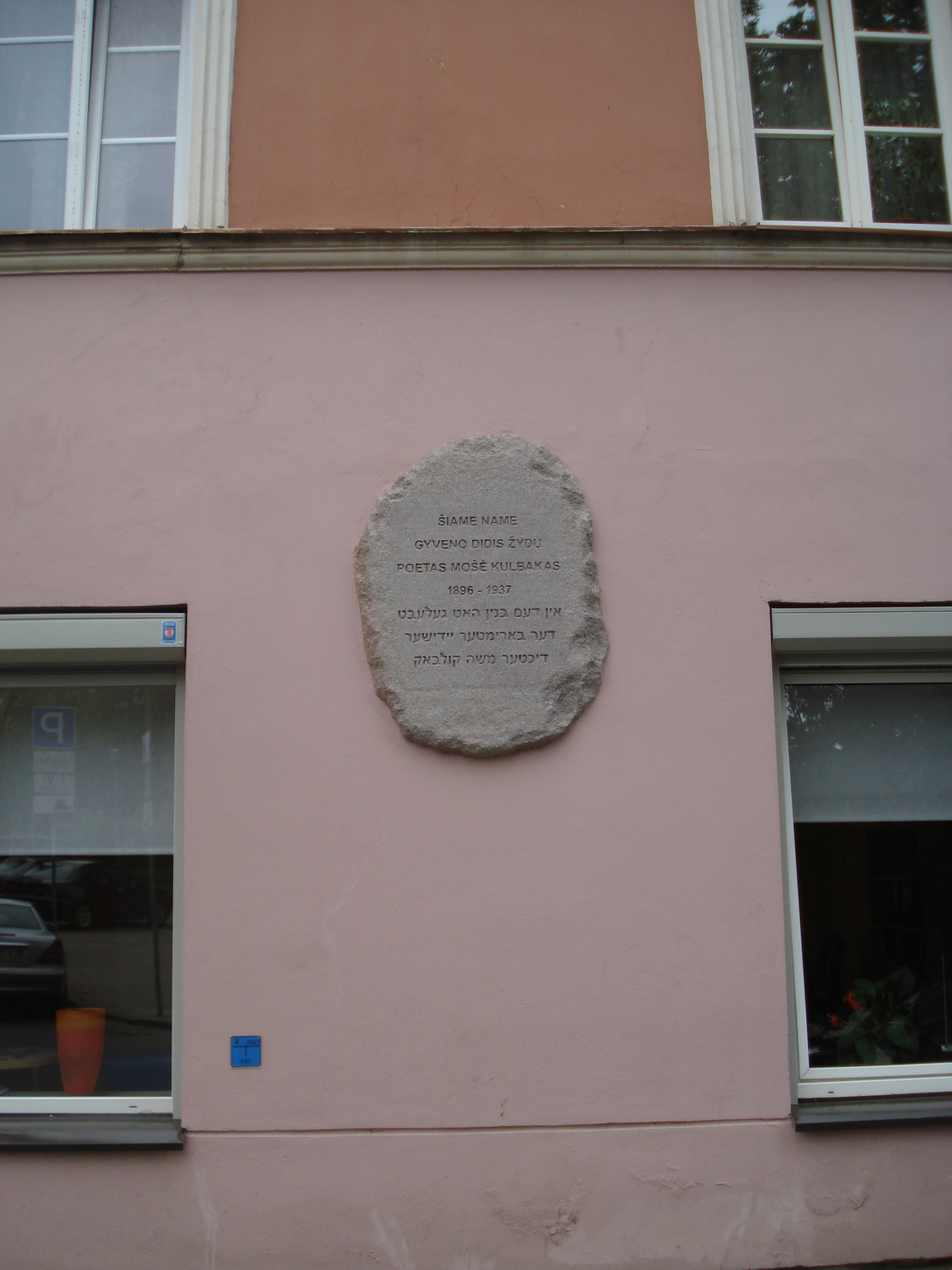
Мемориальная плита костёла Святого Креста

## К
- мемориальная доска Кастусю Калиновскому с надписью на белорусском и литовском языках на здании бывшего доминиканского монастыря по улице Игното (Švento Ignoto g. 11), в котором один из руководителей восстания 1863—1864 гг. в Литве и в Белоруссии содержался в заключении[6]
- доска в память философа и историка Льва Карсавина (Levas Karsavinas; 1882—1952) в галерее Большого двора ансамбля Вильнюсского университета
- памятная доска из песочно-розового мрамора с барельефом мыслителя и учёного-медиевиста Льва Карсавина и с надписью на литовском и русском языках на фасаде дома Франка по улица Диджёйи (Большая, в советское время Горького, Didžioji g. 1; скульптор Ромуалдас Квинтас; 2005)[7]
- мемориальная доска Василию Качалову с надписью на литовском и русском языках на доме по улица Диджёйи (Большая, в советское время Горького, Didžioji g. 12a), в котором родился и до 1893 года жил будущий выдающийся актёр
- мемориальная доска на стене бывшего монастыря бонифратров, гласящая о том, что епископ Павел Альгимунд, князь Ольшанский, в 1543 году построил каменную каплицу Святого Креста, перестроенную впоследствии в костёл Святого Креста
- мемориальная доска Юзефа Игнаце Крашевскому с надписью на литовском и польском языках на здании по улице Пилес (Замковая, в советское время Горького, Pilies g. 24), в котором писатель, историк, издатель жил и работал в 1832—1835 годах
- доска в память писателя и филолога профессора Винцаса Креве-Мицкявичюса (Vincas Krėvė Mickevičius; 1882—1954) в галерее Большого двора ансамбля Вильнюсского университета
- мемориальная доска на здании факультета естественных наук Вильнюсского университета на улице М. К. Чюрлёнё (Čiurlionio g. 21), в котором в 1959—1993 годах работал и преподавал сигнатар Акта независимости Литвы географ профессор Чесловас Кудаба
- мемориальная доска с надписью на литовском и идиш языках поэту Моше Кульбаку на доме по улице Кармелиту (Karmelitų g. 5), в котором жил поэт (2004)
- мемориальная доска Янке Купале с надписью на белорусском и литовском языках на доме по улице Вильняус (Виленской, в советское время Гирос, Vilniaus g. 14), в котором в 1913—1914 годах жил и работал белорусский поэт и журналист
- мемориальная доска на доме по улице Тоторю (Татарская, Totorių g. 20), в котором в 1906—1921 действовала типография Мартина Кухты и где был 16 февраля 1918 года был отпечатан Акт независимости Литвы

## Л
- мемориальная доска на здании бывшего Виленского пехотного юнкерского училища (ныне факультеты естественных наук и медицинский Вильнюсского университета) на улице М. К. Чюрлёнё (Čiurlionio g. 21), в котором в 1902—1905 годах учился главнокомандующий вооруженных сил Эстонии генерал Йохан Лайдонер на литовском и эстонском языках
- мемориальная доска Габриелюсу Ландсбергис-Жямкальнису на доме по улице Тилто (Мостовая, Tilto g. 23), в котором писатель и драматург жил в 1905—1906 годах
- доска в память историка Иоахима Лелевеля (Joachimas Lelevelis; 1786—1861) в галерее Большого двора ансамбля Вильнюсского университета
- мемориальная доска на доме по улице Васарё 16 (Vasario g. 16), в котором в 1952—1994 годах жил известный литовский оперный певец, лауреат международного конкурса Абдонас Летувининкас
- доска в память профессора кафедры российской словесности Ивана Лобойко (Ivanas Loboika; 1786—1861) в галерее Большого двора ансамбля Вильнюсского университета
- доска в память Сизизмунда Ляуксмина (Žygimantas Liauksminas; 1597—1670) в галерее Большого двора ансамбля Вильнюсского университета

## М
- мемориальная доска на здании Академии наук Литвы на проспекте Гедимино (Gedimino g. 3), в котором в 1952—1994 годах работал известный учёный, многолетний президент Академии наук Литвы профессор Юозас Матулис
- мемориальная доска на здании по улице Пилес (Замковая, в советское время Горького, Pilies g. 22), в котором располагалась медицинская коллегия
- мемориальная доска на доме по улице Мицкявичяус (A. Mickevičiaus g. 32), в котором в 1973—1997 годах жил поэт Эдуардас Межелайтис
- доска поэту Адаму Мицкевичу (Adomas Mickevičius; 1798—1855) в галерее Большого двора ансамбля Вильнюсского университета
- мемориальная доска поэту Адаму Мицкевичу с надписью на литовском и польском языках на здании Виленского университета, в котором поэт учился в 1815—1819 годах, по улице Пилес (Замковая), в советское время Горького, (Pilies g. 13)
- мемориальная доска поэту Адаму Мицкевичу на воротах дома в переулке Литерату (Literatų skg.), в котором поэт жил во время учёбы Виленском университете
- мемориальная доска с надписью на литовском и польском языках издателю Юзефу Завадскому (1781—1838) и выхода в свет 1822 году издал первого сборника поэзии Адама Мицкевича „Ballady i romanse“ («Баллады и романсы») на улице Шв. Йоно (Šv. Jono g.; 1999)
- мемориальная доска над воротами и во дворе дома по улице Бернардину (Bernardinų g., Zaułek Bernardyński; в советское время Пилес, Pilies), в котором в 1822 году жил Адам Мицкевич, вернувшись из Ковна, и заканчивал поэму «Гражина» Grażyna, готовя её к изданию (ныне мемориальный музей, принадлежащий Вильнюсскому университету)
- мемориальная доска поэту Адаму Мицкевичу и другим филоматам с надписью на литовском и польском языках над входом в здание базилинского монастыря Святой Троицы, где они содержались в заключении во время следствия и суда с 23 октября 1823 по 21 апреля 1824 года
- мемориальная доска поэту Адаму Мицкевичу с надписью на литовском и польском языках на здании по улица Диджёйи (Большая, в советское время Горького, Didžioji g. 22), из которого поэт отбыл в ссылку 25 октября (6 ноября) в 1824 году
- пара мемориальных досок Станиславу Монюшко, одна с надписью на литовском, другая на польском языках, на доме Мюллера по улице Вокечю (Немецкая, в советское время Музеяус, Vokiečių g.), в котором композитор и музыкант жил в 1840—1858 годах
- мраморная мемориальная плита на фасаде Михайловской часовни Никольской церкви на улице Диджёйи (Большая, в советское время Горького, Didžioji g. 12) с перечислением заслуг М. Н. Муравьёва

## Н
- доска в память военного инженера, архитектора и историка Теодора Нарбута (Teodoras Narbutas; 1784—1864) в галерее Большого двора ансамбля Вильнюсского университета
- мраморная мемориальная плита на фасаде Михайловской часовни Никольской церкви на улице Диджёйи (Большая, в советское время Горького, Didžioji g. 12) с изложением краткой истории храма:

Церковь святителя Николая — самая древняя в г. Вильне, почему, в отличие от других Николаевских, называлась Великою. Вторая жена Ольгерда Иулинаия Тверская около 1350 года вместо деревянной воздвигла каменную. В 1514 году князь Константин Иванович Острожский отстроил оную до основания.

- мемориальная доска выдающемуся руководителю антисоветского сопротивления и командующему подпольными вооружёнными формированиями Йонасу Норейке (псевдоним генерал Ветра; расстрелян 26 февраля 1947 года) на здании библиотеки Академии наук Литвы (угол улиц Врублевскё, T. Vrublevskio g. 8, и Жигиманту, Žygimantų g. 1), где он работал в 1945—1946 годах, с надписью на литовском языке:

Šiuose rūmuose

1945—1946

dirbo žymus rezistentas

Lietuvos tautinės tarybos

ir Lietuvos ginkluotojų

pajėgų organizatorius

ir vadas

Jonas Noreika — Generolas Vėtra

sušaudytas 1947 02 26

## О
- Доска в память профессора Яна Отрембского (Janas Otrembskis; 1889—1971) в галерее Большого двора ансамбля Вильнюсского университета

## П

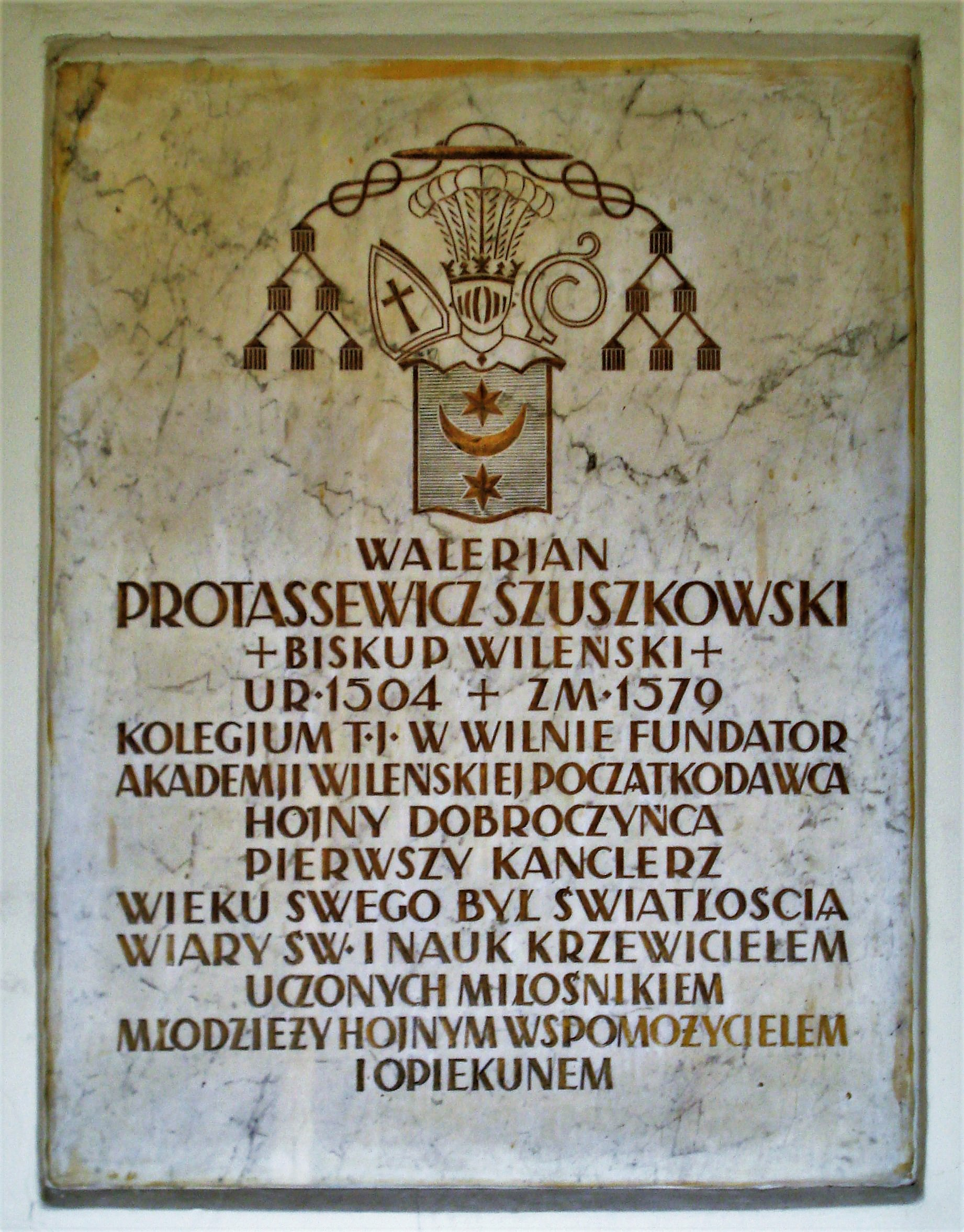
Мемориальная плита Валериану Протасевичу

- доска в память профессора Повиласа Пакарклиса (Povilas Pakarklis; 1902—1955) в галерее Большого двора ансамбля Вильнюсского университета
- мемориальная доска на доме по улице Стиклю (Стиклю, Stiklių g. 5), в котором, как гласит надпись, жил Мартинас Палецкис, основавший в 1547 году первую в Великом княжестве Литовском стекольную мануфактуру
- мемориальная доска с надписью на литовском и польском языках расстрелянному немецкими оккупантами в Понарах в 1943 году Казимиру Пельчару на здании по улице Полоцко (Polocko g. 6 на Заречьи), в котором известный онколог, профессор Университета Стефана Батория в 1931 году основал научно-исследовательский институт недоброкачественных новообразований
- мемориальная доска доценту кафедры хорового дирижирования Вильнюсской консерватории и руководителю известного хора «Ажуолюкас» Герману Перельштейну на здании, где репетировал «Ажуолюкас» (скульптор Ромуалдас Квинтас; 1998)
- доска в память астронома Мартина Почобута-Одляницкого (Martynas Počobutas; 1728—1810) в галерее Большого двора ансамбля Вильнюсского университета
- мемориальная доска с надписью на польском языке Мартину Почобут-Одляницкому на стене западного корпуса во дворе Обсерватории ансамбля Вильнюсского университета
- мемориальная доска с надписью на польском языке в память епископа Валериана Протасевича, основателя иезуитской коллегии в Вильне, в Большом дворе ансамбля Вильнюсского университета
- мемориальная плита на фасаде Пятницкой церкви с надписью:

В сей церкви император Пётр Великий в 1705 г. слушал благодарственное молебствие за одержанную победу над войсками Карла XII, подарил ей знамёна, отнятые у шведов в той победе, и крестил в ней африканца Ганнибала — деда знаменитого поэта нашего А. С. Пушкина.

## Р
- мемориальная плита на здании по адресу ул. Витауто 17 / 2 (Vytauto g. 17 / 2), в котором в 1927—1935 годах действовала первая в Вильнюсе радиостанция (Виленская станция Польского радио)
- мемориальная доска выдающемуся общественному деятелю Нахману Рахмилевичу (Нахмонаса Рахмилявичюс, 1876—1941) на доме по улице Вильняус (Виленской, в советское время Гирос, Vilniaus g. 27), в котором жил член городской управы в 1916—1918 годах, впоследствии член Сейма Литовской Республики, вице-министр промышленности и торговли первого правительства Литвы; надпись на литовском языке:

Čia gyveno

visuomenės veikėjas

1916—1918 m.

Vilniaus miesto Valdybos narys

Nachmonas Rachmilevičius

- доска в память юриста профессора Миколаса Рёмериса (Mykolas Remeris; 1880—1945) в галерее Большого двора ансамбля Вильнюсского университета
- мемориальная доска юристу профессору Миколасу Рёмерису на доме по улице Стуокос-Гуцявичяус (L. Stuokos-Gucevičiaus g. 13), в котором он жил в 1940—1945 годах, с надписью на литовском языке:

Šiame name

1940—1945 m.

gyveno

įžymus teisininkas

profesorius

Mykolas Romeris

- доска в память художника Яна Рустема (Jonas Rustemas; 1762—1835) в галерее Большого двора ансамбля Вильнюсского университета
- мемориальная доска художнику Фердинанду Рущицу на доме по улице Пилес (Замковая, в советское время Горького, Pilies g. 22; скульптор Ромуалдас Квинтас; 1999)

## С

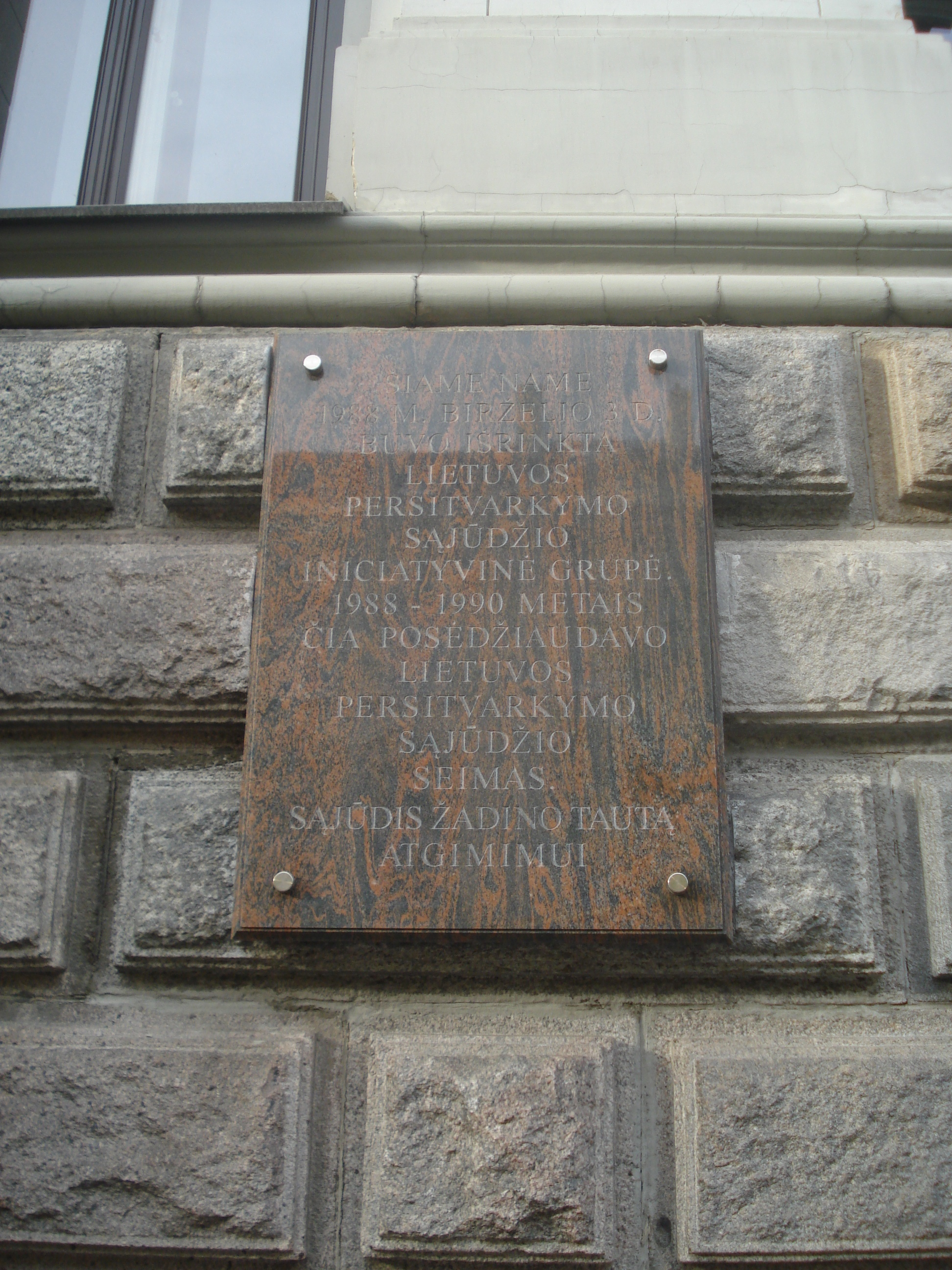
Мемориальная плита в память Саюдиса

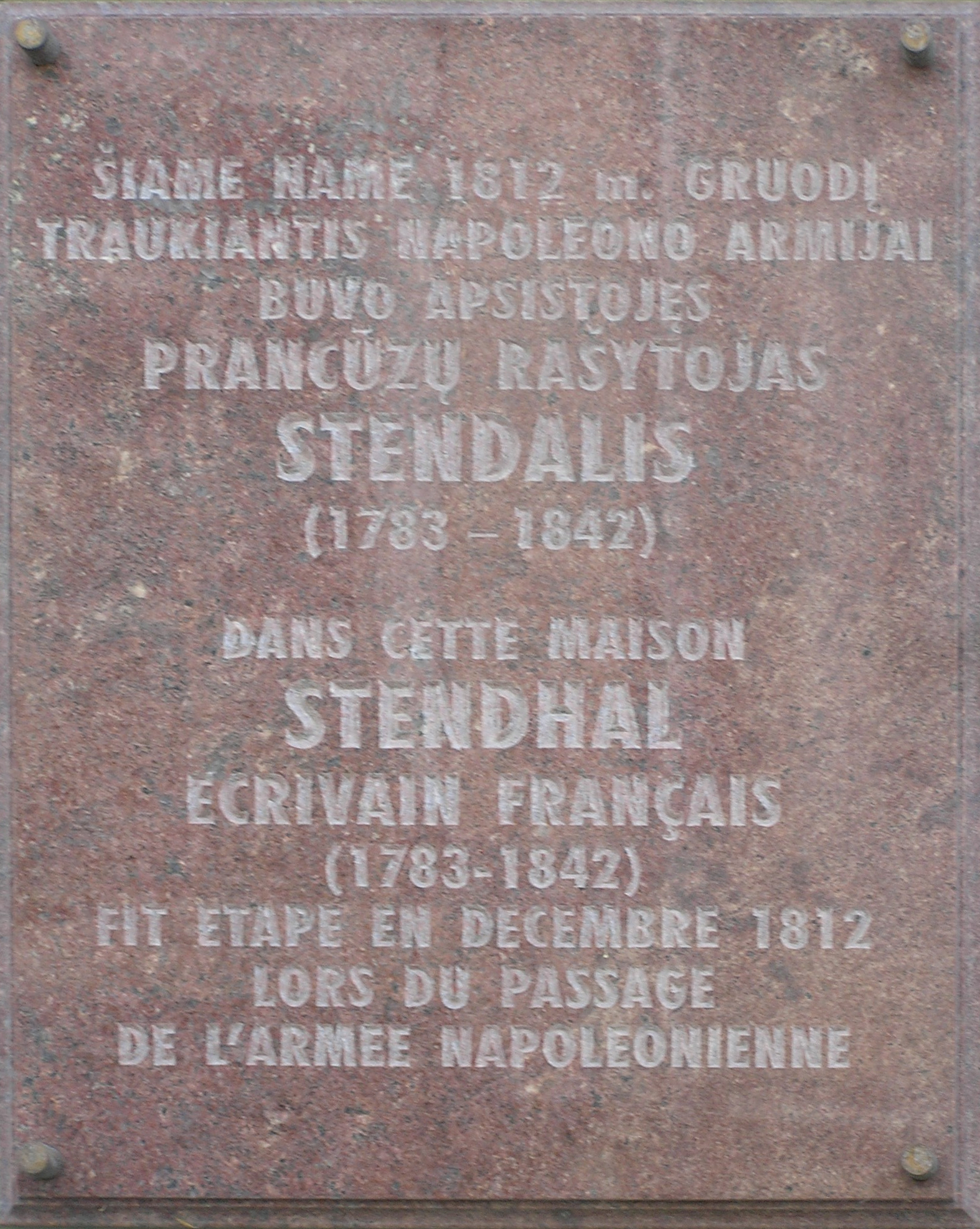
Мемориальная плита в память пребывания Стендаля

- доска в память профессора Антанаса Салиса (Antanas Salys; 1902—1972) в галерее Большого двора ансамбля Вильнюсского университета
- доска в память поэта Мацея Казимира Сарбевского (Motiejus Kazimiras Sarbievijus; 1595—1690) в галерее Большого двора ансамбля Вильнюсского университета
- памятная плита из белого мрамора над воротами двора Сарбевия ансамбля Вильнюсского университета с надписью на латыни, гласящей о заслугах поэта-лауреата Мацея Казимира Сарбевского, которого папа римский Урбан VIII увенчал лавровым венком и наградил медалью
- мемориальная доска на здании Академии наук Литвы на проспекте Гедимино (Gedimino g. 3), в котором, как гласит надпись, 3 июня 1988 года была избрана инициативная группа Движения за перестройку Литвы и в 1988—1990 годах заседал Сейм Движения за перестройку Литвы, пробуждавшего нацию к возрождению
- доска в память философа профессора Василия Сеземана (Vosylius Sezemanas; 1884—1963) в галерее Большого двора ансамбля Вильнюсского университета
- доска в память Константинаса Сирвидаса (Konstantinas Sirvydas; 1579—1631) в галерее Большого двора ансамбля Вильнюсского университета
- мемориальная доска с надписью на латыни профессору, первому ректору Академии и Виленского университета (1579—1581) Петру Скарге на фасаде костёла Святых Иоаннов
- доска в память профессора Пранаса Скарджюса (Pranas Skardžius; 1899—1975) в галерее Большого двора ансамбля Вильнюсского университета
- мемориальная доска восточнославянскому первопечатнику Франциску Скорине на фасаде дома по улице Диджёйи (Большая, в советское время Горького, Didžioji g. 19) с надписью на белорусском и литовском языках
- мемориальная доска на угловом здании проспекта Гедимино (Gedimino g. 13) и Вильняус (Vilniaus g.), в котором, как гласит надпись, премьер-министр Миколас Сляжявичюс 28 декабря 1918 года образовал второе правительство Литвы и сплотил нацию для защиты независимости[10] (2006)
- доска в память поэта Юлиуша Словацкого (Julijus Slovackis; 1809—1849) в галерее Большого двора ансамбля Вильнюсского университета
- мемориальная доска поэту Юлиушу Словацкому с бюстом поэта на доме по улице Пилес (Замковая, в советское время Горького, Pilies g. 22), в котором он жил в квартире Августа Бекю (1927)
- доска в память художника Франциска Смуглевича (Pranas Smuglevičius; 1745—1807) в галерее Большого двора ансамбля Вильнюсского университета
- мемориальная доска Антанасу Сметоне на доме по улице Тилто (Мостовая, Tilto g. 1), в котором будущий первый президент Литвы жил в 1908—1909 годах
- доска в память врача, биолога, химика профессора Анджея Снядецкого (Andriejus Sniadeckis; 1768—1838) в галерее Большого двора ансамбля Вильнюсского университета
- мемориальная доска на доме по улице Каштону (Kaštonų g. 1), в котором в 1956—1979 годах жил певец, один из основателей литовского оперного театра профессор писатель и журналист Антанас Содейка
- доска в память писателя и филолога профессора Балиса Сруоги (Balys Sruoga; 1896—1947) в галерее Большого двора ансамбля Вильнюсского университета
- доска на доме по улице Тауро (Tauro g. 10), где в 1940—1943 и 1945—1947 годах жил писатель Балис Сруога
- доска в память Симонаса Станявичюса (Simonas Stanevičius; 1799—1848) в галерее Большого двора ансамбля Вильнюсского университета
- мемориальная доска о пребывании интенданта французской армии Анри Мари Бейля, более известного как писатель Стендаль, в 1812 году на фасаде дома Франка по улице Диджёйи (Большая, в советское время Горького, Didžioji g. 1) с надписью на литовском и французском языках
- мемориальная доска на доме 30 по улице Швянто Стяпоно (Švento Stepono g. 30), в котором в 1876—1892 годах жил Пётр Аркадьевич Столыпин, с текстом на литовском и русском языках (торжественно открыта 22 декабря 2009 года).[11]
- доска в память архитектора Лауринаса Стуоки-Гуцявичюса в галерее Большого двора ансамбля Вильнюсского университета
- мемориальная доска архитектору Лауринасу Стуоки-Гуцявичюсу во дворе Гуцявичюса ансамбля Вильнюсского университета (скульптор Константинас Богданас)
- мемориальная доска на доме по улице Барборос Радвилайтес (Barboros Radvilaitės g. 3), в котором 3 (15) сентября 1862 года умер поэт Владислав Сырокомля

## Т

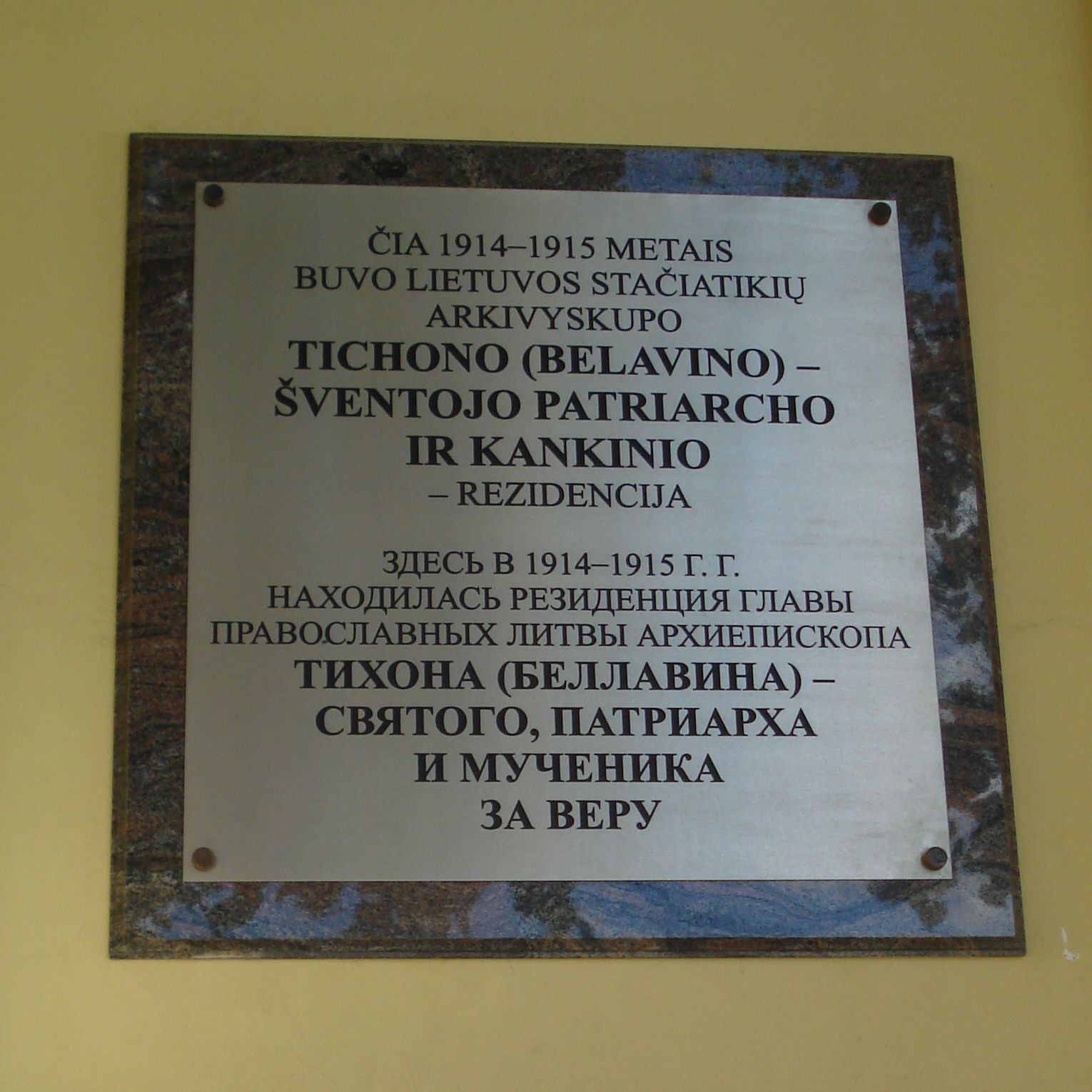
Мемориальная доска патриарху Тихону

- мемориальная доска языковеду, общественному и политическому деятелю Брониславу Тарашкевичу с надписью на белорусском и литовском языках на здании по улице Вильняус (Виленской, в советское время Гирос, Vilniaus g.)
- мемориальная доска с надписью на литовском и идиш языках о театре Вильнюсского гетто, действовавшему в 1942—1943, на улице улице Аклю (Arklių g.)
- мемориальная доска с надписью на литовском и русском языках на доме по улице Доминикону (Dominikonų g. 1), в котором в 1963—1969 годах жил народный поэт Литовской ССР Теофилис Тильвитис
- мемориальная доска патриарху Тихону с надписью на литовском и русском языках на дворце Абрамовичей по улице Диджёйи (Большая, в советское время Горького, Didžioji g. 36), где располагалась резиденция Архиепископа Литовского и Виленского Тихона (в миру Василия Ивановича Беллавина)[12]

## Ф
- мемориальная доска на доме по улице Гоштауто (Goštauto g. 2/15), в котором в 1958—1978 годах жил основатель литовской школы альта, лауреат международных конкурсов, артист литовского струнного квартета профессор Юргис Фледжинскас
- доска в память естествоиспытателя профессора Георга Форстера (Georgas Forsteris; 1754—1794) в галерее Большого двора ансамбля Вильнюсского университета
- доска в память врача профессора Иосифа Франка (Jozefas Frankas; 1771—1842) в галерее Большого двора ансамбля Вильнюсского университета

## Х
- мемориальная доска на доме по улице Чюрлёнё (Čiurlionio g. 11), в котором в 1940—1949 годах жил актёр Мечис Хадаравичюс, с надписью на литовском и русском языках
- мемориальная доска на доме по улице Тилто (Мостовая, Tilto g. 15), в котором жил художник Рафаэлис Хволесас, с надписью на идиш и литовском языках
- мемориальная доска на здании по улице Вильняус (Виленской, в советское время Гирос, Vilniaus g. 25), где, как гласит надпись на литовском языке и английском языках, всемирно известный скрипач Яша Хейфец в 1905—1909 годах обучался в располагавшемся здесь музыкальном училище:

Jascha Heifetz

a world-famous violinist

in 1905—1909

attended the school of music which

was in this building

## Ч
- мемориальная доска оперной певице Елене Чудаковой на угловом доме по улице Гоштауто (Goštauto g. 4) и Венуолё (A. Vienuolio g. 14), в котором в 1963—1973 годах жила солистка Театра оперы и балета Литвы, как гласит надпись, — «неповторимая наша Виолетта»
- мемориальная доска Микалоюсу Чюрлёнису с надписью на литовском и русском языках на доме по улице Вильняус (Виленской, в советское время Гирос, Vilniaus g. 12), в котором художник и композитор жил в 1907—1908 годах
- мемориальная доска Микалоюсу Чюрлёнису на доме по улице Савичяус (Savičiaus g. 11), в котором художник и композитор жил в 1907—1908 годах

## Ш

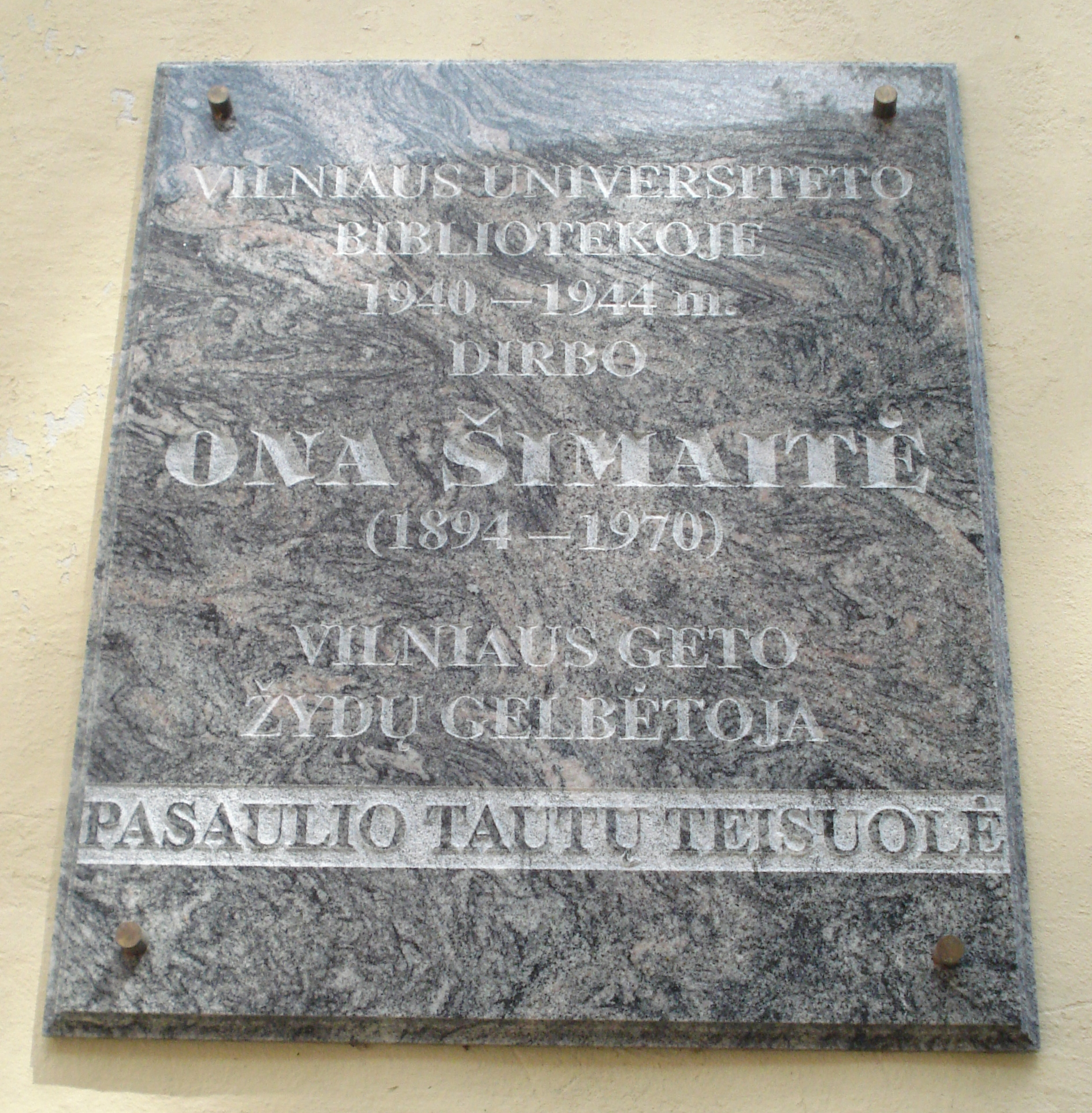
Мемориальная плита в память Оны Шимайте

- мемориальная доска певцу Антанасу Шабаняускасу (1903—1987), одного из зачинателей профессиональной литовской эстрады, на доме по улице Пилес (Замковая, в советское время Горького, Pilies g. 10), в котором он жил в 1946—1987 годах
- мемориальная доска на доме по улице Йогайлос (Jogailos g. 12), в котором в 1959—1976 годах жил художник Йонас Шважас[13]
- мемориальная доска поэту Тарасу Шевченко с надписью на литовском и украинском языках на доме по улице Пилес (Замковая, в советское время Горького, Pilies g. 10), в котором Шевченко жил в 1829—1830 годах
- мемориальная доска поэту Тарасу Шевченко с надписью на литовском и украинском языках на здании исторического факультета Вильнюсского университета
- доска в память профессора Пранцишкуса Шивицкиса (Pranciškus Šivickis; 1882—1968) в галерее Большого двора ансамбля Вильнюсского университета
- мемориальная доска Оне Шимайте (1894—1970), в 1940—1941 работавшей в библиотеке Вильнюсского университета и за спасение евреев Вильнюсского гетто удостоенная звания Праведника мира, на здании Вильнюсского института идиш во дворе дворе Даукантаса ансамбля Вильнюсского университета
- мемориальная доска белорусскому хоровому дирижёру Григорию Ширме с надписью на белорусском и литовском языках на здании по улице Майронё (Maironio g.)
- мемориальная доска супругам Марии Шлапялене и Юргису Шлапялиса, деятельно пропагандировавших литературу на литовском языке и содержавших литовский книжный магазин, на доме по улице Пилес (Pilies g. 40, Замковая, в советское время Горького) с надписью на литовском языке
- мемориальная доска на здании по улице Доминикону (Dominikonų g. 11), где в 1906—1949 годах находился литовский книжный магазин Марии Шлапялене

## Ю
- мемориальная доска натуралисту Станиславу Юндзилле (Stanislovas Bonifacas Jundzilas; 1761—1847) в галерее Большого двора ансамбля Вильнюсского университета

## Я
- мемориальная доска натуралисту Юзефу Ярошевичу (Juzefas Jaroševičius; 1793—1860) в галерее Большого двора ансамбля Вильнюсского университета